# Chesneya darvasica
Chesneya darvasica är en ärtväxtart som beskrevs av Antonina Georgievna Borissova. Chesneya darvasica ingår i släktet Chesneya och familjen ärtväxter. Inga underarter finns listade i Catalogue of Life.